# Mycoplasma pneumoniae
Mycoplasma pneumoniae – mała, atypowa bakteria całkowicie pozbawiona ściany komórkowej. Pojedyncze komórki Mycoplasma pneumoniae mogą przyjmować kształty od form kulistych lub gruszkowatych do rozgałęzionych włókienek. Wielkość form kulistych waha się od 0,3 do 0,8 mikrometrów, natomiast długość form włókienkowatych może dochodzić nawet do kilkudziesięciu mikrometrów.
Mycoplasma pneumoniae obok bakterii z rodzaju Chlamydia (np. Chlamydophila pneumoniae) są częstymi przyczynami atypowych zapaleń płuc u małych dzieci.
Po zmianie taksonomii, wskutek badań nad genomami, przynależy do rodzaju Mycoplasmoides.

## Rozpoznanie
Rozpoznanie na podstawie posiewu. Mycoplasma pneumoniae rośnie w temperaturze 30–39 °C (optimum temp. 36–38 °C) na specjalnie wzbogaconym podłożu zawierającym w swym składzie wyciąg mięsny, pepton, surowicę końską oraz wyciąg ze świeżych drożdży piekarniczych.
Mykoplazmy te w hodowli płynnej w butlach szklanych lub z tworzyw sztucznych wykazują zdolność do adsorpcji do fazy stałej. Właściwość ta wykorzystywana jest przy uzyskiwaniu masy komórkowej Mycoplasma pneumoniae wolnej od różnorodnych składników pożywki. Hodowla na podłożu stałym wymaga od 2–10 dni inkubacji. Czas wzrostu jednej generacji tego drobnoustroju wynosi około 19 godzin, podczas gdy u innych gatunków mykoplazm waha się od 0,8 do 3,3 godzin. Kolonie wyrastające na podłożu stałym przybierają różne formy w zależności od stopnia zaadaptowania drobnoustrojów do sztucznej pożywki, a ich wielkość waha się od 50 do 100 mikrometrów. Typowe kolonie posiadają centrum wrośnięte w głąb podłoża oraz strefę wzrostu powierzchniowego. Kolonie świeżo izolowanych szczepów często są pozbawione strefy powierzchniowej, tracąc przy tym swój charakterystyczny wygląd przypominający sadzone jaja.
Z chwilą dostania się tych drobnoustrojów do dróg oddechowych człowieka ujawniają się dwa główne mechanizmy patogennego oddziaływania na organizm: pierwszy to uwalnianie toksycznych substancji przez komórki drobnoustroju, drugi to immunologiczna odpowiedź gospodarza na antygeny mykoplazmowe prowadząca do rozwoju zmian naciekowych w płucach i szeregu objawów poza układem oddechowym.

## Leczenie
Antybiotyki, chemioterapeutyki i inne leki aktywne wobec M. pneumoniae:
- makrolidy (część szczepów wykazuje oporność), np. erytromycyna, klarytromycyna, azytromycyna, spiramycyna
- tetracykliny, np. doksycyklina
- fluorochinolony, np. ciprofloksacyna
- fusafungina.